# Ramulimonstrum intermedium
Ramulimonstrum intermedium (лат.) — ископаемый вид перепончатокрылых наездников рода Ramulimonstrum из семейства Ichneumonidae. Обнаружен в меловых отложениях Дальнего Востока (Магаданская область, Обещающий, формация Ола, возраст 70,6—84,9 млн лет).

## Описание
Мелкого размера перепончатокрылые наездники. Длина переднего крыла 5,4 мм. Вид Ramulimonstrum intermedium был впервые описан по отпечаткам в 2010 году российским энтомологом Д. С. Копыловым (Палеонтологический институт РАН, Москва, Россия). Включён в состав отдельного монотипического рода Ramulimonstrum из вымершего подсемейства Labenopimplinae (Ichneumonidae).